# ماريا تي. مارتيلو
ماريا تي. مارتيلو هي عالمة مناخ فنزويلية.
تعمل مارتيلو في كاراكاس في مركز أبحاث ملحق بإدارة علم المياه والأرصاد الجوية في وزارة البيئة والموارد الطبيعية. وتعتبر أحداث الطقس المتطرفة هي محور عملها.
نتيجة أبحاثها، تعينت مارتيلو في الهيئة الحكومية الدولية المعنية بتغير المناخ. في 2007، وبصفتها نائبة رئيس مجموعة العمل الأولى: أساس العلوم الفيزيائية لتغير المناخ، شاركت في إنشاء تقرير التقييم الرابع للهيئة الحكومية الدولية المعنية بتغير المناخ. في أوائل 2007 حل محلها في الهيئة الحكومية الدولية المعنية بتغير المناخ، د. ميريام دياز، المعينة الجديدة من قبل حكومة فنزويلا.